# Ditylenchus acutus
Ditylenchus acutus är en rundmaskart. Ditylenchus acutus ingår i släktet Ditylenchus, och familjen Anguinidae. Arten är reproducerande i Sverige.